# James Knight (Seefahrer)
James Knight (* um 1640; † ca. 1720) war ein britischer Seefahrer und Gouverneur der Hudson’s Bay Company, der auf der Suche nach der Nordwestpassage ums Leben kam.

## Leben
Knight trat im Mai 1676 in Deptford bei London in den Dienst der Hudson’s Bay Company (HBC) und arbeitete sich vom einfachen Zimmermann bis zum Gouverneur hoch. 1693 gelang unter seiner Führung die Rückeroberung von Fort Albany von den Franzosen. 1714 nahm er den französischen Rückzug vom Gebiet der Hudson Bay an, und 1717 veranlasste er den Wiederaufbau des Fort Prince of Wales an einer strategisch günstigen Position.
1718 trat er von seinem Gouverneursposten bei der HBC zurück. Obwohl er zu diesem Zeitpunkt schon an die 80 Jahre alt gewesen sein soll, schlug er der Gesellschaft die Führung einer Expedition zur Entdeckung der Nordwestpassage vor. Zuletzt hatten sich Luke Foxe und Thomas James Anfang der 1630er Jahre auf die Suche nach dem legendären Seeweg begeben. Er reiste nach England, wo er das Leitungsgremium der HBC überzeugen konnte, sein Vorhaben zu finanzieren.
Am 5. Juni 1719 stach Knight mit der Fregatte Albany und der Schaluppe Discovery sowie 40 Mann Besatzung von Gravesend aus in See. Da Knight sich mit seinem Nachfolger bei der HBC, Henry Kelsey, überworfen hatte – er beschuldigte Kelsey der Unterschlagung –, untersagte Kelsey ihm, während seiner Reise mit einer Station der HBC in Kontakt zu treten. Daher suchte er sich einen geschützten Hafen an der Ostspitze von Marble Island für die erste Überwinterung aus, dessen Lage bereits Foxe beschrieben hatte. Während des Winters trieb er Handel mit einer Inuitsiedlung in der Nähe. Seitdem blieb die Expedition verschollen.

## Schicksal der Expedition
Da Nachrichten von der Expedition ausblieben, stellte die HBC im Juni 1722 eine Rettungsexpedition unter der Führung von John Scroggs zusammen. Nach seiner Ankunft auf Marble Island stieß dieser bald auf die Wracks der beiden vermissten Schiffe. Offenbar ohne weitere Untersuchungen durchzuführen, hielt er in seinem Logbuch fest, dass alle Expeditionsteilnehmer von Inuit getötet worden seien. Der Fall war damit für die HBC zunächst erledigt.
Erst um 1760 geriet Marble Island wieder ins Blickfeld der HBC, nachdem man vor deren Küste große Vorkommen an Grönlandwalen gesichtet hatte. 1767 entdeckten Walfänger den Hafen mit den beiden Schiffswracks wieder, und ihnen fiel ein Haus aus Ziegelsteinen auf, das zweifelsfrei von Weißen errichtet worden war. Samuel Hearne erfuhr aus der Befragung von Inuit, dass Knight und seine Männer binnen zwei Jahren verhungert oder an Skorbut gestorben seien. Dies galt über 200 Jahre lang als anerkannte Erklärung. 
1989 machte sich der Archäologe Owen Beattie auf Marble Island auf die Suche nach den Gräbern der Expeditionsteilnehmer. Obwohl anzunehmen war, dass die Männer zumindest die ersten Toten ordentlich bestattet hätten, fand er zu seiner Überraschung keinen Friedhof vor; die nur wenigen Knochen menschlichen Ursprungs stammten darüber hinaus überwiegend von Inuit. Stattdessen stieß er auf eine Vielzahl an tierischen Knochen, die darauf hinwiesen, dass die Expeditionsteilnehmer über ein durchaus umfangreiches Nahrungsangebot verfügt hatten.
Aufgrund dieser Erkenntnisse wird heute bezweifelt, dass die Männer in ihrem Lager auf Marble Island verhungerten oder an Skorbut starben. Ihr Schicksal ist nicht geklärt. Da sie nachgewiesenermaßen Eisbärfleisch verzehrt hatten, besteht die Möglichkeit, dass zumindest einige von ihnen an Trichinose erkrankten. Trichinen kommen bei Eisbären aus dem Gebiet der Hudson Bay sehr häufig vor und führten bei vielen anderen Arktisexpeditionen ebenfalls zu Todesfällen. Die Mannschaft war hierdurch möglicherweise so geschwächt, dass sie die beiden Schiffe nicht mehr flott bekommen konnte und beim Versuch, das nur gut 12 km entfernte Festland mit Beibooten oder über das Eis zu erreichen, umkam. Auch ein Überfall von Inuit auf die dezimierte Mannschaft scheint in Betracht zu kommen.